# Placocrea pulchella
Placocrea pulchella är en svampart som beskrevs av Syd. 1939. Placocrea pulchella ingår i släktet Placocrea och familjen Mycosphaerellaceae.   Inga underarter finns listade i Catalogue of Life.